# 王晋军
王晋军（1963年8月—），山西寿阳人，北京航空航天大学教授，主要从事飞行器复杂流动机理与控制方面的研究工作。入选中华人民共和国教育部2009年度"长江学者"特聘教授。曾就读于武汉水利电力大学、清华大学。